# Heloti
Heloti (grčki: Εἵλωτες / Heílôtes) su bili državni robovi u Sparti. Za razliku od robova u drugim antičkim državama, heloti nisu bili u vlasništvu pojedinca nego su ih dodjeljivali uz državna zemljišta na kojima su služili. Dobiveni prinos od zemljoradnje bili su dužni u utvrđenoj količini predati Spartancima, a višak im je ostavljan za preživljavanje.
Načelno su mogli zasnivati obitelji i živjeti u njima te je njihova populacija rasla prirodnim putem za razliku od robova u drugim državama gdje je njihov broj uglavnom uvećavan zarobljavanjem neprijatelja u ratnim pohodima. 
Brojem su uvelike nadmašivali spartanske građane i to u omjeru većem od deset naprema jedan, a kako su uz to živjeli u izuzetno teškim uvjetima, njihove pobune su bile vrlo učestale. Stoga su Spartanci nad njima provodili brutalne demonstracije moći, a najpoznatija je kriptija. Ovaj termin označava "tajnu službu" ili pohod koji bi pojedinačno poduzimao svaki mladi Spartanac po završetku agoge. Tijekom kriptije mladić bi se danju sakrivao, a noću nekažnjeno napadao i ubijao istaknutije ili fizički jače helote. Na taj način, osim usavršavanja u ubijanju pojedinaca, Spartanci su držali populaciju helota bez istaknutijih članova.
Poznati su slučajevi masovnih pogubljenja helota. Najpoznatiji primjer dogodio se tijekom rata protiv Tebe kada se Sparta našla u vrlo nepovoljnoj situaciji. Kako bi neutralizirali unutrašnju prijetnju, Spartanci su izdvojili dvije tisuće helota pod izlikom da će ih proglasiti neodamodima i odveli ih prema hramovima na posvećivanje. Tijekom tog hodočašća sve su helote potajno pogubili. Osim ovakvih, posebnih događaja, povremeno bi efori formalno proglasili rat protiv helota i tada bi ih bilo koji slobodan stanovnik Lakademona mogao nekažnjeno ubijati. Upravo zbog takvih postupaka često se govorilo: "U Sparti su slobodni ljudi više slobodni nego drugdje, ali su zato i robovi više robovi nego bilo gdje drugdje".
Ako se netko od helota istaknuo u vojnom pohodu u kojima su pratili Spartance kao poslužitelji, a ponekad i kao lako naoružani pješaci - peltasti, mogao je zaslužiti slobodu i biti proglašen novograđaninom - neodamodima.